# Zhang Kailin
Zhang Kailin (张恺琳S, Zhāng KǎilínP; Wuhan, 28 gennaio 1990) è un'ex tennista cinese.

## Carriera
In carriera ha vinto un torneo WTA 125 nel 2015 insieme a Zheng Saisai al Dalian Women's Tennis Open.
L'anno precedente è stata finalista insieme a Han Xinyun al Ningbo Challenger.
Ha preso parte agli Open di Francia 2015 nel tabellone di doppio, perdendo al primo turno.

## Circuito WTA 125

### Doppio

#### Vittorie (1)
| N. | Data              | Torneo                             | Superficie | Compagna     | Avversarie in finale       | Punteggio |
| 1. | 13 settembre 2015 | Dalian Women's Tennis Open, Dalian | Cemento    | Zheng Saisai | Chan Chin-wei Darija Jurak | 6-3, 6-4  |

#### Sconfitte (1)
| N. | Data            | Torneo                    | Superficie | Partner    | Rivali in finale             | Risultato della finale |
| 6. | 2 novembre 2014 | Ningbo Challenger, Ningbo | Cemento    | Han Xinyun | Arina Rodionova Ol'ga Savčuk | 6-4, 6(2)-7, [6-10]    |

## Statistiche ITF

### Singolare

#### Vittorie (5)
| Torneo $100.000 (1) |
| Torneo $80.000 (0)  |
| Torneo $75.000 (0)  |
| Torneo $60.000 (0)  |
| Torneo $50.000 (1)  |
| Torneo $25.000 (2)  |
| Torneo $15.000 (0)  |
| Torneo $10.000 (1)  |

| N. | Data            | Torneo                                          | Superficie  | Avversaria in finale | Punteggio          |
| 1. | 10 marzo 2014   | ITF Women's Circuit Shenzhen, Shenzhen          | Cemento     | Tian Ran             | 6–0, 5–7, 6–1      |
| 2. | 26 maggio 2014  | Biyuan Zhengzhou Women's Tennis Open, Zhengzhou | Cemento     | Xu Yifan             | 7-5, 6-4           |
| 3. | 19 ottobre 2015 | ITF Women's Circuit Suzhou, Suzhou              | Cemento     | Duan Yingying        | 1–6, 6–3, 6–4      |
| 4. | 18 aprile 2016  | ITF Women's Circuit Nanning, Nanning            | Cemento     | Liu Fangzhou         | 6-4, 6-4           |
| 5. | 2 maggio 2016   | ITF Women's Circuit Anning, Anning              | Terra rossa | Peng Shuai           | 6–1, 0–6, 4–2 rit. |

### Doppio

#### Vittorie (15)
| Torneo $100.000 (1) |
| Torneo $80.000 (0)  |
| Torneo $75.000 (0)  |
| Torneo $60.000 (0)  |
| Torneo $50.000 (4)  |
| Torneo $25.000 (4)  |
| Torneo $15.000 (1)  |
| Torneo $10.000 (5)  |

| N.  | Data             | Torneo                                                   | Superficie  | Compagna      | Avversarie in finale                      | Punteggio              |
| 1.  | 23 maggio 2011   | Okeshop International Tennis Tournament, Giacarta        | Cemento     | Zheng Junyi   | Han Sung-hee Nadya Syarifah               | 6-2, 6–4               |
| 2.  | 19 febbraio 2012 | GD Tennis Academy, Antalya                               | Terra rossa | Yang Zhaoxuan | Li Yihong Tang Haochen                    | 7-6(6), 5-7, [10-8]    |
| 3.  | 2 luglio 2012    | Qianhai Huzhu Tianyoude Cup, Contea autonoma tu di Huzhu | Terra rossa | Li Yihong     | Tian Ran Wang Yafan                       | 3–6, 6–4, [10–6]       |
| 4.  | 23 febbraio 2014 | Chang ITF Thailand Pro Circuit Nonthaburi, Nonthaburi    | Cemento     | Han Xinyun    | Katie Boulter Xun Fangying                | 6–3, 6–0               |
| 5.  | 17 marzo 2014    | ITF Women's Circuit Shenzhen, Shenzhen                   | Cemento     | Han Xinyun    | Chan Chin-wei Liu Chang                   | 6–3, 2–6, [13–11]      |
| 6.  | 28 marzo 2014    | ITF Women's Circuit Shenzhen, Shenzhen                   | Cemento     | Han Xinyun    | Gai Ao Wang Yan                           | 6–0, 6–3               |
| 7.  | 21 aprile 2014   | ITF Women's Circuit Nanning, Nanning                     | Cemento     | Han Xinyun    | Zhang Ling Zheng Saisai                   | 7–6(8), 7–6(3)         |
| 8.  | 28 aprile 2014   | ITF Women's Circuit Anning, Anning                       | Terra rossa | Han Xinyun    | Varatchaya Wongteanchai Zhang Ling        | 6–4, 6–2               |
| 9.  | 28 luglio 2014   | Wuhan World Tennis Tour, Wuhan                           | Cemento     | Han Xinyun    | Miyu Kato Makoto Ninomiya                 | 6-4, 6-2               |
| 10. | 30 agosto 2014   | Sekisho Challenge Open, Tsukuba                          | Cemento     | Han Xinyun    | Nicha Lertpitaksinchai Peangtarn Plipuech | 6-4, 6–4               |
| 11. | 6 luglio 2015    | Chang ITF Thailand Pro Circuit Bangkok, Bangkok          | Cemento     | Han Xinyun    | Kanae Hisami Kotomi Takahata              | 6-3, 6-4               |
| 12. | 4 aprile 2016    | Kashiwa Open, Kashiwa                                    | Cemento     | Yang Zhaoxuan | You Xiaodi Zhu Lin                        | 7–5, 2–6, [11–9]       |
| 13. | 7 maggio 2016    | ITF Women's Circuit Anning, Anning                       | Terra rossa | Wang Yafan    | Varatchaya Wongteanchai Yang Zhaoxuan     | 6(3)-7, 7-6(2), [10-1] |
| 14. | 30 maggio 2016   | Aegon Eastbourne Trophy, Eastbourne                      | Erba        | Yang Zhaoxuan | Asia Muhammad Maria Sanchez               | 7-6(5), 6-1            |
| 15. | 13 giugno 2016   | Ilkley Trophy, Ilkley                                    | Erba        | Yang Zhaoxuan | An-Sophie Mestach Storm Sanders           | 6–3, 7–6(5)            |